# Clube de Fado

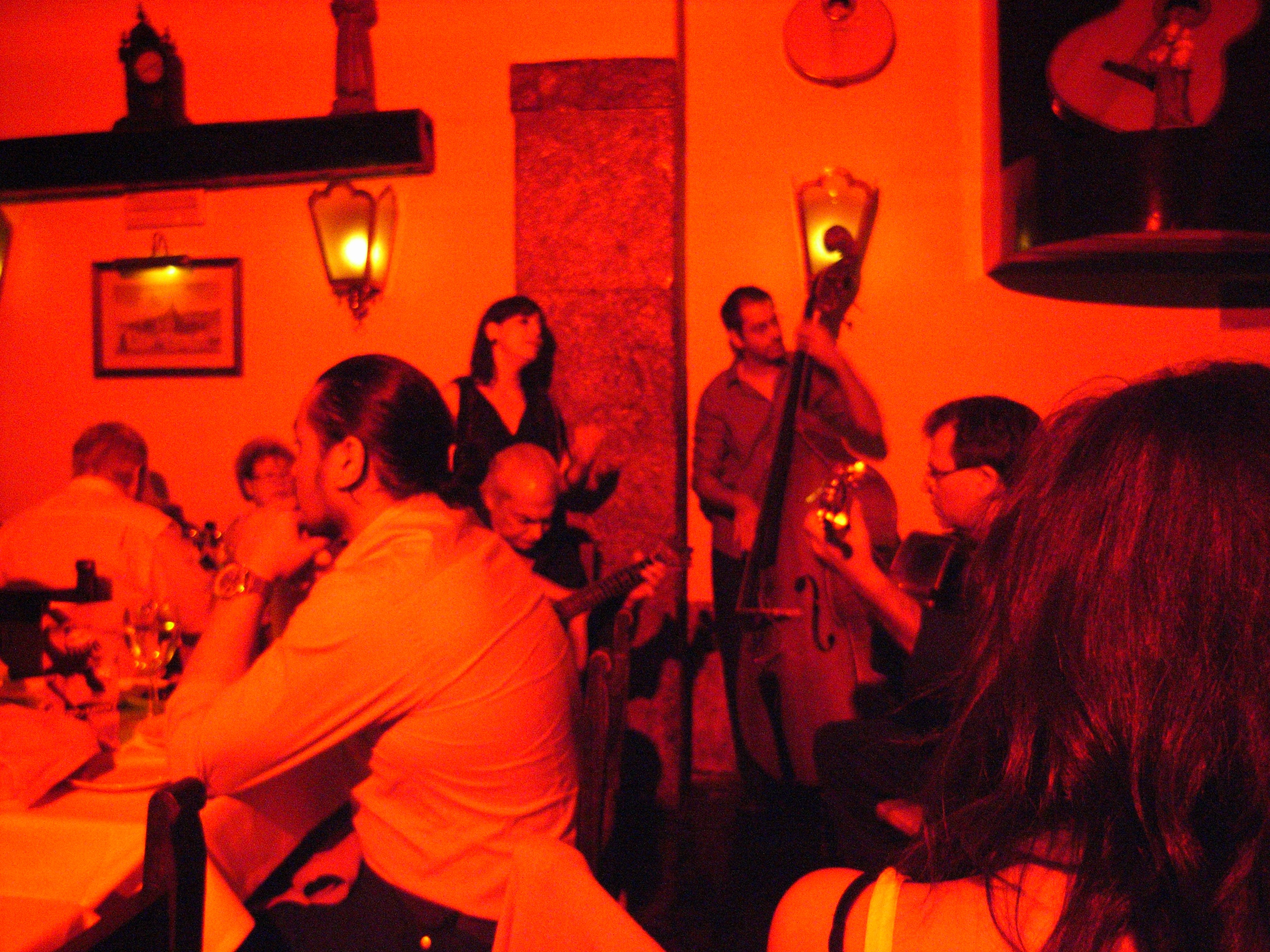
Konzert im Clube de Fado (2012)

Der Clube de Fado ist ein Fado-Lokal in Lissabon.

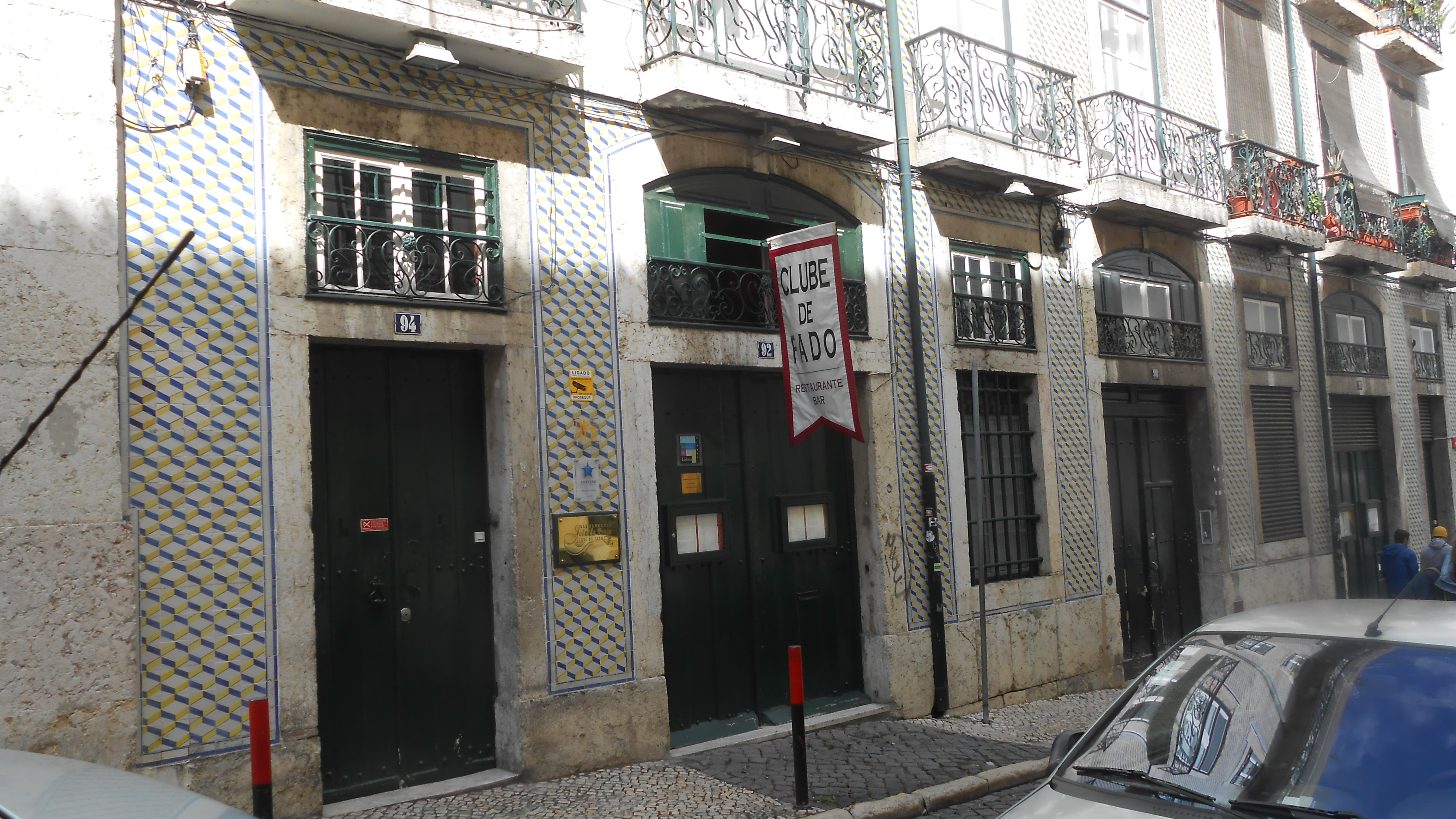
Eingang des Clube de Fado in der Alfama

Er wurde 1995 vom Gitarristen Mário Pacheco in einem alten Gebäude unterhalb der Sé in der Lissabonner Alfama eröffnet. In der Tradition der klassischen Fado-Lokale ist es ein Restaurant, in dem nach dem Essen der Fado gesungen wird. Es wird inzwischen zu den besten Lokalen des Lissabonner Fados gezählt, aber auch in touristischen Zusammenhängen beworben.
Das Lokal zeichnete sich bisher zum einen durch hochkarätige Künstler aus (z. B. Camané, Mariza, Dulce Pontes, Carlos do Carmo, António Chainho), zum anderen durch eine Reihe prominenter Gäste (z. B. Neil Armstrong, Woody Allen, Eusébio, Isabel Allende, Isabelle Huppert).
Besonders unter Musikern ist das Lokal beliebt (z. B. Ryūichi Sakamoto, Maria Bethânia und ihr Bruder Caetano Veloso, Marisa Monte, Adriana Calcanhotto, die Scorpions, Mick Jagger, Tereza Salgueiro, Cliff Richard, Mísia, Zucchero, Chris de Burgh).